# Untertasse

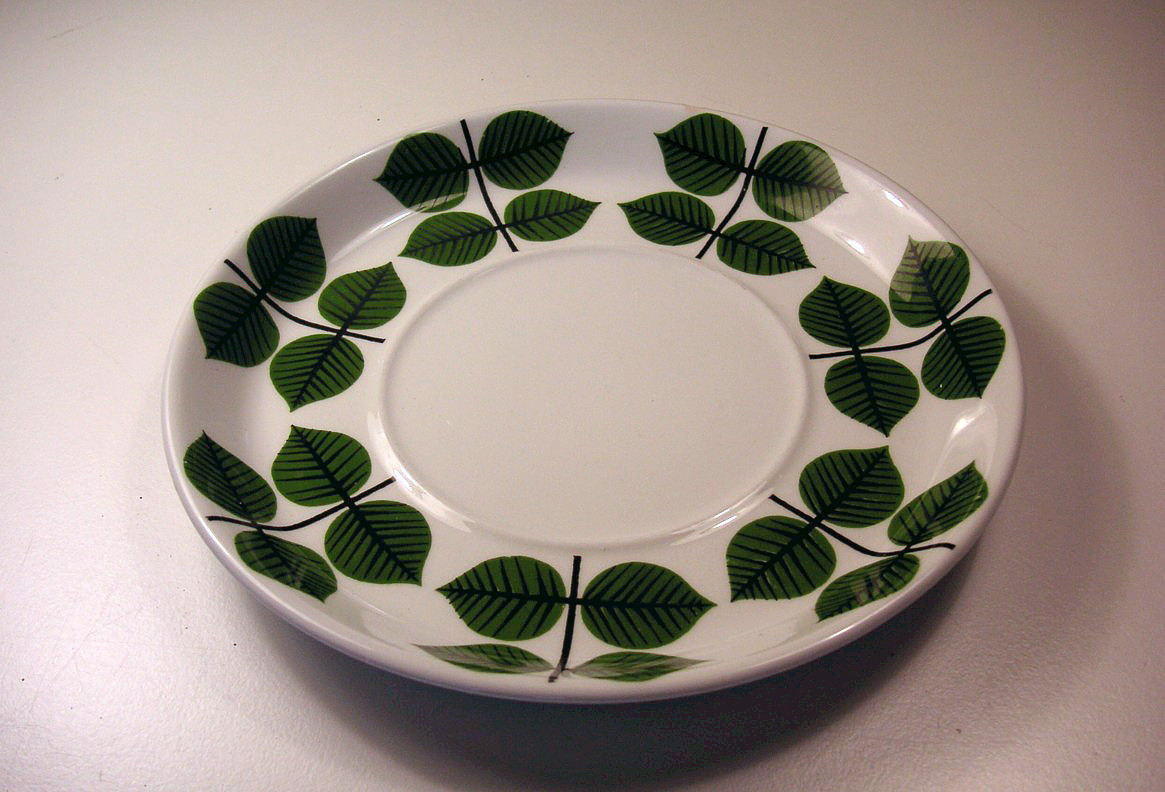
Untertasse zu Stig Lindbergs Teetasse Berså

Eine Untertasse (auch Unterteller, Untere oder seltener Unterschale) ist ein Teil des Essgeschirrs. Sie ist ab dem 18. Jahrhundert in Europa belegt, aber auch in Ostasien für Teeschalen verbreitet.

## Arten und Verwendung
Untertassen sollen das Beschmutzen der Unterlage, etwa Tischplatte oder Tischdecke, durch Getränke- und Speisereste verhindern, und sind damit eine Unterart der Untersetzer. Untertassen sind aber nicht immer aus dem gleichen Material (Porzellan, Keramik, Glas etc.) und mit dem gleichen Dekor wie die dazugehörige Tasse hergestellt.

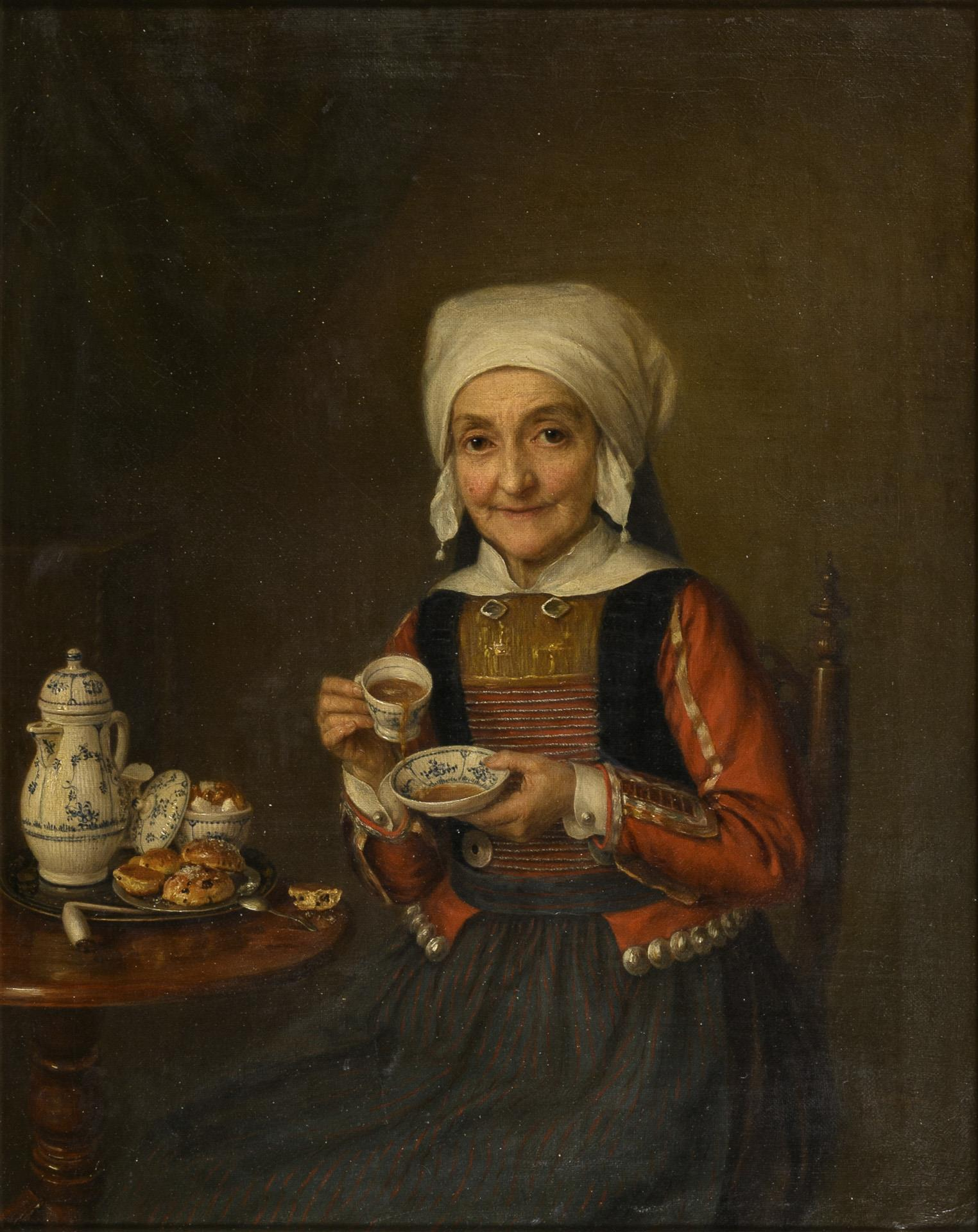
Friederike Westphal: Bildnis einer Ostenfelderin in Tracht, 1865 – Die porträtierte Frau schüttet den Kaffee vor dem Trinken in die Unterschale.

Es gibt zwei Arten von Unteren. Die einen sind passend auf das aufgestellte Geschirrteil gefertigt und mit Erhebungen oder Vertiefungen für den besseren Halt versehen. Dabei bilden sie eine feste Einheit, eine Geschirrkombination. Beispiele sind die Kaffee- und Teetassen, -gläser und -schalen, Schokoladentassen, Suppentassen und gelegentlich Saucieren und ihre jeweiligen Unteren. Spezielle Untertassen sind für die sogenannten Zittertassen entwickelt worden, die auch Trembleuse bzw. Mancerina genannt werden. In Kombination mit ihrer Untertasse war die Zittertasse für ein Frühstück im Bett sehr praktisch. Für die zweite Art werden andere Teller, wie Brot-, Kuchen- oder Hauptspeisenteller als Unterteller umgenutzt. Auf ihnen stellt man z. B. Fingerschalen, tiefe Suppenteller, Saucieren ohne eigene Untere, aber auch Eisbecher, Schüsseln, Terrinen, Kannen, Krüge und Sektkühler ab. Zudem können sie als Ablage für Vorlegebesteck verwendet werden.
Zwischen Obere und Untere legt man gelegentlich eine Serviette, Klapperdeckchen oder Doilies. Die Untere bietet auch Platz für die Eindeckung und Ablage von Löffeln und die Zugaben für Heißgetränke wie Zucker, Milch, Sahne und Gebäck.
Die Bezeichnung Unterschale deutet noch darauf hin, dass die flache Gestalt eine Funktion als Trinkgefäß besaß; bis ins 20. Jahrhundert schüttete man heiße Getränke aus der Tasse in die Untertasse, um die Flüssigkeit schneller auf Trinktemperatur abzukühlen, und man schlürfte den Tee auch aus der Unterschale. Der Kandiszucker wurde ebenfalls in die Untertasse gelegt. Auch Kaffee wurde aus der Untertasse getrunken. Dies ist dem Umstand geschuldet, dass bis zur Erfindung des Kaffeefilters Kaffee nur ohne Filter aufgebrüht wurde. So kam öfters der Satz mit in die Tasse. Daher goss man den Kaffee nochmals in die Untertasse ab. Alte Untertassen eines Kaffee- oder Tee-Services besitzen deshalb eine höhere Wandung als die heute gängigen.

## Verwendung in der Küche
Dank ihrer Form, die sich durch eine große Oberfläche bei geringer Höhe abzeichnet, dient sie auch Köchen beim Abschmecken heißer Flüssigkeiten wie Suppen und Saucen. Der Grund hierfür ist, dass sich eine kleine Menge Flüssigkeit auf möglichst großer Oberfläche verteilen kann, was deren Abkühlung beschleunigt und somit das Ganze gefahrloser macht. Auch dient sie häufig als Ablage für im Gebrauch befindliche Kochlöffel und ähnliches Küchenwerkzeug, sowie zum Bereitstellen geringer Mengen von Zutaten (Gewürze etc.).

## Trivia
In vielen Sprachen leitet sich aufgrund der Ähnlichkeit mit einer Untertasse der Begriff Fliegende Untertasse für ein Ufo ab, so die soucoupe volante im Französischen oder flying saucer im Englischen.